# Plethysmochaeta molluscivora
Plethysmochaeta molluscivora är en tvåvingeart som först beskrevs av Schmitz 1916.  Plethysmochaeta molluscivora ingår i släktet Plethysmochaeta och familjen puckelflugor. Inga underarter finns listade i Catalogue of Life.